# Woda oligoceńska
Woda oligoceńska – woda artezyjska mieszcząca się pomiędzy warstwami skał i czerpana z tzw. studni oligoceńskich. Nazwa pochodzi od warstw wodonośnych ukształtowanych w okresie oligocenu, występujących na głębokości ponad 200 metrów.
Woda ta nie zawiera skażeń mikrobiologicznych ani zanieczyszczeń chemicznych wynikających z działalności człowieka i nie wymaga uzdatniania chemicznego ani dezynfekcji. Powinno się ją przechowywać w naczyniach przeznaczonych wyłącznie do tego celu, w temperaturze 2–8℃ i chronić przed światłem słonecznym. Przy utrzymaniu zalecanych warunków może być przechowywana do czterech dób, najlepiej jednak do 24 godzin.